# جاك ووكر
جاك ووكر (بالإنجليزية: Jack Walker)‏ (1 يناير 1882 في المملكة المتحدة - 1 يناير 1960) هو لاعب كرة قدم بريطاني (وحمل سابقاً جنسية المملكة المتحدة لبريطانيا العظمى وأيرلندا) في مركز نصف الجناح. لعب مع وولفرهامبتون واندررز.

## وصلات خارجية
- جاك ووكر على موقع قاعدة بيانات كرة القدم.إي يو (الإنجليزية)